# Абдул Вахид Махмед аль-Нур
Абдул Вахид Махмед аль-Нур (араб.عبد الواحد محمد نور, ʿAbd al-Wāḥid Muḥammad Nūr; род. 1968) — юрист, лидер Освободительного движения Судана (аль-Нур).

## Биография
Родился в городе Залингей, Западный Дарфур, Судан. Учился в Хартумском университете на юридическом факультете, который закончил в 1995 году. После чего работал юристом.

#### Политическая деятельность
В 2001 году был одним из основателей Освободительного движения Судана, которое раскололось на две фракции в 2006 году. Фракция, возглавляемая Мини Минави, поддержала мирное соглашение, а фракция, возглавляемая Абдулом Вахидом Махмедом аль-Нуром, отказалась идти на мирное соглашение.
Ещё в молодости начал поддерживать Суданскую коммунистическую партию. С началом гражданской войны в Судане заключил союз с СКП.

## Личная жизнь

#### Семья
Женат, имеет троих детей.